# Adolphe (película)
Adolphe es el nombre de una película francesa de 2002 basada en la obra de Benjamin Constant de Rebecque. La película fue dirigida por  Benoît Jacquot y protagonizada por Isabelle Adjani como Ellénore y Stanislas Merhar como Adolphe.

## Sinopsis
La película relata las penurias de un hombre que desea amar a una mujer, demostrarle su valía, y al mismo tiempo, escapar de ella.

## Reparto
- Isabelle Adjani: Ellénore
- Stanislas Merhar: Adolphe
- Jean Yanne: Count
- Romain Duris: D'Erfeuil
- Jean-Louis Richard: Mr. d'Arbigny
- Anne Suarez: Mrs. d'Arbigny
- Jacqueline Jehanneuf: Aunt Choupie
- Jean-Marc Stehlé: Adolphe's father
- Maryline Even: La femme de chambre
- Bernard Ballet: The prefect
- Isild Le Besco: La lingère
- Pierre Charras: Le valet de chambre
- Rémy Roubakha: Le concierge
- François Chattot: The ambassador
- John Arnold: Le secrétaire d'ambassade
- Maurice Bernart: Le monsieur
- Isabelle Caubère: La femme du concierge
- Christophe Lavalle: Le laquais d'ambassade